# Вадковский, Фёдор Фёдорович (декабрист)
Фёдор Фёдорович Вадковский (1 [13] мая 1800 Санкт-Петербург — 8 [20] января 1844, с. Оёк, Иркутская губерния) — поэт, музыкант, прапорщик Нежинского конно-егерского полка (1825); декабрист. Осуждён по 1 разряду.

## Биография
Средний сын сенатора и камергера двора, Фёдора Фёдоровича Вадковского (1756—1806) и Екатерины Ивановны Вадковской, урождённой графини Чернышёвой. Родился в Санкт-Петербурге, крещен 9 мая 1800 года в Симеоновской церкви при восприемстве брата Ивана и сестры Екатерины. Младший брат Александр, также проходил по делу декабристов.
Начальное образование получил в Московском университетском пансионе и в Главном немецком училище св. Петра (1815—1818). С 25 января 1818 года — подпрапорщик лейб-гвардии Семёновского полка. В Кавалергардский полк переведён 20 апреля 1820 года юнкером; 27 августа 1820 года — эстандарт-юнкер, корнет — с 1 января 1822 года. 19 июня 1824 года переведён в Нежинский конно-егерский полк прапорщиком за сатирические стихи.

## Декабристское общество
Член Северного общества с 1823 года. В управе Южного общества с 1824 года. В начале декабря 1825 года находился в Курске, где и был арестован 11 декабря по доносу Шервуда. Шервуд познакомился с Вадковским, от которого узнал о тайном обществе, в декабре 1824 года. Вадковский содержался сначала в Шлиссельбурге, потом в Петропавловской крепости. Осуждён по I разряду на смертную казнь, по конфирмации 10 июня 1826 г. на вечную каторгу, 22 августа 1826 г. срок сокращён до 20 лет. С 27 июля 1826 года содержался в Кексгольмской крепости, с 24 апреля следующего года — в Шлиссельбурге.
В Сибирь был отправлен 17 ноября 1827 года, прибыл в Читинский острог 5 января 1828 года, в Петровский Завод — в сентябре 1830 года. Один из организаторов Малой артели. В Петровском заводе читал курс лекций по астрономии. 8 ноября 1832 года срок был сокращён до 15, а 14 декабря 1835 года до 13 лет.
В своем стихотворении «Желание», написанном после 1836 года, Вадковский провозгласил программу декабристов: 1. Уничтожение самовластия. 2. Освобождение крестьян. 3. Преобразования в войсках. 4. Равенство перед законом. 5. Уничтожение телесных наказаний. 6. Гласность судопроизводства. 7. Свобода книгопечатания. 8. Признание народной власти. 9. Палата представительств. 10. Общественная рать. 11. Первоначальное обучение. 12. Уничтожение сословий.
Назначен на поселение в с. Манзурка Иркутской губ. 10 июля 1839 года. Однако по состоянию здоровья отпущен на Туркинские минеральные воды. С сентября 1839 года в Иркутске, с 5 сентября 1840 года на поселении в селе Оёк. Занимался торговлей хлебом и глиной. Оставил записки, опубликованные в сборнике «Воспоминания и рассказы деятелей тайных обществ 1820-х годов» (1931—1933). Автор очерка «Белая Церковь» (история восстания Черниговского полка по рассказам его участников). Умер 8 января 1844 года. Его душеприказчиками были Е. И. Трубецкая и А. Н. Сутгоф. Могила Ф. Ф. Вадковского не сохранилась.

## Документы
- Следственное дело Ф. Ф. Вадковского Восстание декабристов", Т. XI, С. 189—236, pdf// Ф. Ф. Вадковский. Белая Церковь.]// Воспоминания и рассказы деятелей тайных обществ 1820-х гг.. М., 2008. С. 215—228.
- ПФ. Ф. Вадковский. Письмо к Е. П. Оболенскому. 1839 г. (недоступная ссылка)// Письма политических ссыльных в Восточной Сибири. Иркутск, 1978. С. 68-72
- Ф. Ф. Вадковский. Белая Церковь.// Воспоминания и рассказы деятелей тайных обществ 1820-х гг.. М., 2008. С. 215—228.